# Allorhogas
Allorhogas is een geslacht van insecten uit de orde vliesvleugeligen (Hymenoptera) en de familie schildwespen (Braconidae).

## Soorten
- A. anastrephae (Costa Lima, 1954)
- A. ardisia Marsh, 2002
- A. argentinus (Brethes, 1922)
- A. arizonensis (Ashmead, 1889)
- A. atricaudus (Ashmead, 1894)
- A. brasiliensis Marsh, 2000
- A. breviarius Marsh, 2002
- A. bruesi (Muesebeck & Walkley, 1951)
- A. conostegia Marsh & Shaw, 2009
- A. cordobensis Martinez, Altamirano & Salvo, 2011
- A. costaricensis Marsh, 2002
- A. dyspistus Marsh, 1991
- A. gallicola Gahan, 1912
- A. gauldi Marsh, 2002
- A. hansoni Marsh, 2002
- A. heringeri (Guimaraes, 1957)
- A. infuscotarsus Marsh, 2002
- A. ingavera Marsh, 2002
- A. joergenseni Martinez & Zaldivar-Riveron, 2008
- A. laselva Marsh, 2002
- A. mendocinus (Kieffer & Jorgensen, 1910)
- A. minimus Centrella & Shaw, 2010
- A. muesebecki Guimaraes, 1957
- A. platyfrons Marsh, 2002
- A. prolatus Marsh, 2002
- A. rugosus Marsh, 2002
- A. semitemporalis (Fischer, 1960)
- A. shawi Marsh, 2002
- A. spermaphagus Marsh, 2000
- A. sulcatus Marsh, 2002
- A. taua Penteado-Dias, 2008
- A. tectus Marsh, 2002
- A. zurquiensis Marsh, 2002